# Barthélemy Louis Joseph Schérer
Barthélémy Louis Joseph Schérer (Delle, 18 dicembre 1747 – Chauny, 19 agosto 1804) è stato un generale francese del periodo rivoluzionario.

## Biografia
Dopo aver servito per undici anni nell'esercito austriaco, disertò passando al servizio della Francia col grado di maggiore in un reggimento di artiglieria di base a Strasburgo. Prestò servizio per l'esercito danese nella légion de Maillebois dal 1785 al 1790 e fu congedato col grado di tenente colonnello.
Ritornato in Francia dopo la Rivoluzione, nel 1792 era capitano nell'82º Reggimento di fanteria. Fu aiutante di campo del generale Despretz – Crassier a Valmy, nel 1793 servì nell'Armata del Reno come aiutante di campo maggiore del generale Alexandre de Beauharnais.
Nel 1794 fu promosso generale di divisione nell'Armata di Sambre-et-Meuse, fu autore della conquista di Mons, Landrecies, Le Quesnoy, Valenciennes, Condé. Il 3 maggio dello stesso anno sposò a Delle con cerimonia civile Marie Françoise Henriette Caroline Müller. Il 3 novembre fu nominato una prima volta comandante dell'Armata d'Italia prima di essere trasferito all'Armata dei Pirenei Orientali il 3 marzo 1795; il 14 giugno 
Schérer comandò 12.000 uomini contro 28.000 spagnoli in uno scontro sul fiume Fluvià.
Dal settembre 1795 tornò in Italia a rimpiazzare Kellermann come comandante in capo; riportò contro gli Austro-Sardi la vittoria di Loano, ma non riuscì a sfruttarla. Fu quindi richiamato in patria e sostituito dal giovane Napoleone Bonaparte.
Non ebbe incarichi per alcuni mesi prima di essere nominato ispettore generale di cavalleria dell'Armata dell'interno, e poi dell'Armata di Reine-et-Moselle. Fu poi ministro della Guerra dal 23 luglio 1797 al 22 gennaio 1799, data in cui tornò alla testa dell'Armata d'Italia; durante il suo ministero fu introdotta in Francia la coscrizione obbligatoria con decreto del 4 settembre 1798.
Non fu in grado di fermare l'avanzata austro-russa di Suvorov: fu battuto da Paul Kray a Pastrengo (26 marzo), Verona (30 marzo) e Magnano (nei pressi di Verona, 5 aprile), e costretto a ritirarsi oltre il Mincio dove lasciò il comando a Moreau.
Dovette comparire davanti a una commissione d'inchiesta, ma fu assolto; si ritirò quindi a vita privata nelle sue proprietà di Chauny dopo il 18 brumaio, e morì nel 1804, dopo aver pubblicato le sue memorie in Précis de ses Opérations militaires en Italie.